# Black Books
Black Books je britský komediální televizní seriál z prostředí malého knihkupectví. Pochází od tvůrců Dylana Morana a Grahama Linehana. Děj se soustřeďuje na asociálního majitele londýnského knižního antikvariátu Bernarda Blacka, který nesnáší lidi, nerad prodává či kupuje knihy, k ničemu nemá úctu a často popíjí víno. V dalších hlavních rolích zde vystupují ještě jeho zaměstnanec Manny Bianco a kamarádka Fran Katzenjammerová. Jako u většiny anglických seriálů bylo natočeno nejprve šest dílů.[zdroj?] Teprve podle reakcí publika točili tvůrci další díly. Poté vznikly další dvě řady, obě po šesti dílech (dohromady jich je tedy 18). Celkem seriál vznikal v letech 2000 až 2004, rozmezí mezi každou z řad činí dva roky. Další díly se natáčet nebudou.

## Postavy
- Bernard Black (hraje Dylan Moran) – celým jménem Bernard Ludwig Black. Neurotický a misantropický majitel (irské národnosti)[2] knižního antikvariátu Black Books v Londýně, který se příliš nezajímá o dění mimo svůj obchod. Zákazníky nerespektuje, vyhání je, odpuzuje svým vulgárním chováním, zavírá obchod, kdy se mu to hodí. Občas se pro něco nadchne, ale nikdy to nedotáhne do konce. Píše povídky[3] a také napsal v krátké době román o 1030 stránkách pojednávající o akademikovi, jenž přežil stalinské čistky a nyní je svědkem krachu manželství jeho dcery (původně to měl být příběh pro děti).[4] Spolu s Fran často popíjí alkohol (zejména víno) a hodně kouří. Na začátku seriálu se seznámí s podivně se chovajícím Mannym, který se stane jeho zaměstnancem. O jeho rodině není v seriálu mnoho zmínek, jednou telefonuje své matce[5] a jednou jeho rodiče zmíní Fran.[6] V minulosti měl krátkou známost se ženou jménem Janine[7] a chodil s Emmou, která jej časem nemohla vystát a tak raději předstírala vlastní smrt.[8] Měl také kocoura jménem Nipsy, který pošel a jehož pozůstatky nalezl až Manny.[9]
- Manny Bianco (hraje Bill Bailey) – ochotný pomocník Bernarda, který býval kdysi účetním a vyjít s lidmi mu nedělá takový problém jako Bernardovi. Je to on, kdo má zásluhu alespoň na nějakém prodeji knih, neboť Bernard zákazníky v obchodě nevidí rád. Občas navrhne myšlenku, jak zvýšit prodej, ale málokdy to vyjde vzhledem k obskurní povaze těchto nápadů. Manny je vůči Bernardovi často až příliš servilní, na jejich vztahu je postavena komika mnoha scén. Bernard Mannyho nezřídka nazývá posměšnými jmény v narážkách na jeho účes – řídké dlouhé vlasy někdy svázané do culíku. Když Mannymu někdo volá na mobilní telefon, v ten okamžik ucítí bolest v hlavě, protože během bývalého zaměstnání byl nucen často telefonovat.[10] V epizodě „Pan umělec“ v sobě odhalí doposud skrytou virtuozitu ve hře na piano.[11] Dokonce byl přijat na Open University, ale Bernard dopis z univerzity roztrhal a Mannymu zprávu zatajil.[12] V epizodě „Mamula a taťula“ se představí Mannyho rodiče a zmíní ještě tetičku Noru a tetičku Doru.[13]
- Francesca (Fran) Katzenjammerová (hraje Tamsin Greig) – pravým jménem Enid.[14] Jediná Bernardova přítelkyně, s níž si často povídá a pije víno. Její příjmení, slovo Katzenjammmer znamená v němčině kocovinu[15], čímž poukazuje na její zálibu v alkoholu. Fran má obchod se suvenýry hned vedle Black Books, jenž v druhé sérii prodá – místo něj vznikne konkurenční knihkupectví Goliath Books, kde chvíli pracuje i Manny. Fran má neobvyklý smích a nezřídka se chová hlučně a lascivně, což odradí většinu jejích nápadníků. Její vzdálení příbuzní emigrovali z východní Evropy do Velké Británie, Fran se s nimi setká.[16] Na škole měla mezi spolužačkami přezdívku „tetička Milda“ (o které sama nevěděla), posmívaly se jí, že skončí jako šílená stará panna, která chová kočky a spí s nimi.[17]

## Prostředí
Většina děje se odehrává v Bernardově knihkupectví Black Books. Knižní antikvariát je součástí domu, v němž Bernard a Manny bydlí v podnájmu u paní Hanleyové. Bernard je nepořádný a úklid obchůdku je až tou poslední věcí, která jej zajímá. V čase, kdy zaměstnává Mannyho je úklid povinností Bianca. I přes jeho snahu se v domě přemnoží nějaké chlupaté potvory (které však nejsou nikdy přímo ukázány). Nepořádek a špína dosáhnou takových rozměrů, že se jednou Manny rozhodne objednat úklidovou službu. Na různých místech nachází Manny zbytky jídel, v lednici naopak místo potravin boty nebo obvazy, marmeládu ve vaně, přilepené tousty na stropě atd. Mannymu to dost vadí, zato Bernardovi nečiní problém občas nějaký nalezený zbytek jídla dojíst.
Sousední obchod vlastní během první série Fran Katzenjammerová, která zde prodává různé suvenýry. Ve druhé sérii už jej nemá a místo něj zde vznikne konkurenční knihkupectví Goliath Books.

## České znění
Přestože seriál odvysílala Česká televize, byl uveden bez českého dabingu, pouze v anglickém znění s titulky. Všech 18 epizod seriálu včetně tří bonusových dílů nadabovala amatérská skupina Fénix ProDabing. Výroba dabingu začala na konci roku 2009, ještě ve skupině Perla Group. V září 2011 však většina členů z Perla Group odešla a založila skupinu Fénix ProDabing, pod níž výroba pokračovala. V roce 2012 byly ještě vydány tři bonusové díly s nepovedenými scénami ke každé sérii a český dabing byl tak dokončen.[zdroj?]

## Řady a díly

### První řada
- 1. Jak napálit berňák (Cooking the Books)
- 2. Mannyho první den (Manny's First Day)
- 3. Hrozny hněvu (The Grapes of Wrath)
- 4. Okno (The Blackout)
- 5. Bezpečnostní dveře (The Big Lock-Out)
- 6. Sbohem, domove! (He's Leaving Home)

### Druhá řada
- 7. Pan umělec (The Entertainer)
- 8. Letní horečka (Fever)
- 9. Machr (The Fixer)
- 10. Příbuzní (Blood)
- 11. Pozdrav slunci (Hello Sun)
- 12. Zasloužená dovolená (A Nice Change)

### Třetí řada
- 13. Manny se vrací (Manny Come Home)
- 14. Sloni a slepice (Elephants and Hens)
- 15. Mamula a taťula (Moo-Ma and Moo-Pa)
- 16. Malá sázka (A Little Flutter)
- 17. Cestopisec (Travel Writer)
- 18. Mejdan (Party)